# Slavi Soucek
Slavi Soucek (* 11. August 1898 in Wien; † 6. Jänner 1980 in Salzburg) war ein österreichischer Maler und Grafiker.
Slavi Soucek besuchte in Wien die Graphische Lehr- und Versuchsanstalt und studierte bis 1919 an der Akademie der bildenden Künste. Nach dem Studium lebte er in Deutschland, Spanien und Prag und ab 1943 in Salzburg. Soucek war nach dem Ende des Zweiten Weltkrieges einer der ersten Vertreter der abstrakten Kunst in Salzburg. Er gründete 1952 mit dem Maler Gustav Kurt Beck eine Galerie für zeitgenössische Kunst. In der Galerie wurde 1954 eine Graphische Versuchswerkstätte für angehende Künstler begonnen. Ab 1955 lehrte er mit Oskar Kokoschka an der Internationalen Sommerakademie für Bildende Kunst.
Das Land Salzburg vergibt seit 1973 in Anerkennung der Leistungen Souceks den Slavi-Soucek-Preis für Grafik.

## Publikationen
- Slavi Soucek. Malerei, Graphik, Teppiche. Katalog, Neue Galerie, Wolfgang-Gurlitt-Museum, Linz 1970.
- mit Anette Eisler: Slavi Soucek. Katalog zu den Ausstellungen in der Galerie der Stadt Salzburg und im Ausstellungspavillon 1998, Berufsvereinigung der Bildenden Künstler Salzburg, Verlag Galerie Welz, Salzburg 1998, ISBN 3-85349-229-0.